# アーム&ハンマー・パーク
アーム&ハンマー・パーク（Arm & Hammer Park）は、アメリカのニュージャージー州トレントンにある野球場。2020年まで、ニューヨーク・ヤンキース傘下AA級トレントン・サンダーの本拠地であった。

## 歴史
1994年、「マーサー・カウンティ・ウォーターフロント・パーク」として開場。
1999年、愛称として「サミュエル・J・プルメリ・シニア・フィールド」が加えられる。「サミュエル・J・プルメリ・シニア」はトレントン・サンダーのオーナー、ジョー・プルメリ氏の父親の名前。
2012年11月13日にアーム&ハンマー社が命名権を買収し、「アーム&ハンマー・フィールド」に改名。2032年までの20年契約で合意した。